# Graf (título nobiliario)

Tocado heráldico de una casa mediatizada

Graf (en alemán: Graf, en húngaro: gróf, en checo: hrabě, en otros idiomas eslavos: hráb'a, groba) es un título nobiliario de Europa Central y Oriental. Proviene del germánico ǥ(a)rēƀjōn (alto alemán: grēva), del gótico grêve que significa "enviado", "delegado", "encargado de misión", y por tanto es equivalente al término conde. El término femenino es Gräfin, equivalente a condesa.

## Etimología y origen
La palabra Graf deriva de grave, que suele derivar de en latín: graphio. A su vez, se cree que Graphio procede del título Bizantino grapheus, que en última instancia deriva del verbo griego γρᾰ́φειν. (graphein) 'escribir'. Sin embargo, se han propuesto otras explicaciones; Jacob y Wilhelm Grimm, aunque seguían observando la posibilidad de una derivación griega, sugirieron una conexión con gagrêfts, que significa 'decisión, decreto'. Sin embargo, los Grimm prefirieron una solución que permite una conexión con gerēfa. reeve, en el que la ge- es un prefijo, y que los Grimm derivan del protogermánico *rōva, 'número'.

## Historia
El título es común en varios territorios europeos donde el alemán era o es la lengua oficial o vernácula, incluidos Austria, Alemania, Suiza, Luxemburgo, Liechtenstein, Alsacia, Estados bálticos y otras antiguas monarquías. En Alemania, todos los privilegios legales de la nobleza han sido oficialmente abolidos desde agosto de 1919, y el título de Graf, como cualquier otro de tipo hereditario, se trata como parte del apellido legal. En Austria, su uso está prohibido por ley, al igual que todos los títulos hereditarios y partículas nobiliarias. En Suiza, no está reconocido por la ley. En las monarquías de Bélgica, Liechtenstein y Luxemburgo, donde el alemán es uno de los idiomas oficiales, sigue siendo reconocido, utilizado y, ocasionalmente, concedido por el monarca reinante.
Desde la Edad Media, un Graf generalmente gobernaba un territorio conocido como Grafschaft ('condado'). En el Sacro Imperio Romano, muchos condes imperiales (Reichsgraf) retuvieron la autoridad casi soberana en sus tierras hasta que el Congreso de Viena los subordinó a monarcas vecinos a través del proceso de mediatización alemana de 1815, preservando su precedencia, asignando representación familiar en las legislaturas locales, algunas inmunidades jurisdiccionales y el prestigioso privilegio del Ebenbürtigkeit (matrimonio mixto real). En las regiones de Europa donde los nobles no ejercían Landeshoheit sobre la población, el Graf conservó durante mucho tiempo privilegios específicos del feudalismo, como derechos al servicio campesino, a tarifas periódicas por el uso de infraestructura común, como madera, molinos, pozos y pastos.
Estos derechos se disminuyeron gradualmente y fueron eliminados en gran parte antes o durante el siglo XIX, dejando al Graf con pocos privilegios legales más allá de la propiedad de la tierra, aunque las propiedades conyugales en tierras de habla alemana eran a menudo sustanciales. No obstante, varios gobernantes en tierras de habla alemana otorgaron el título hereditario de Graf a sus súbditos, particularmente después de la abolición del Sacro Imperio Romano Germánico en 1806. Aunque carecían del prestigio y los poderes de los antiguos condes imperiales, seguían siendo miembros legales de la nobleza local, con derecho a los privilegios menores reconocidos en la corte del gobernante.

## Sacro Imperio Romano Germánico
En el Sacro Imperio Romano Germánico, el título se combinó con otros términos que denotan una jurisdicción o área de responsabilidad, con concesiones especiales de autoridad o rango hasta el final del dominio feudal. Algunos de estos son:
- Alt = antiguo u original (y por tanto "venerable") : Altgraf . Por ejemplo, Altgraf zu Salm;
- Burg = ciudad (fortificada), castillo o fortaleza : Burggraf (en francés, burgrave ) ;
- Land = país: Landgraf;
- Mark = Marca, que significa en protoindoeuropeo: frontera o borde, (provincia fronteriza);
- Pfalz = palacio del soberano : el Pfalzgraf (el Conde palatino), que recibe su cargo como feudo del soberano y ocupa el rango de Duque);
- Rau = rugoso (originalmente en nuevos territorios en países montañosos) : Raugraf.
- Reich = del alemán Reich (Imperio), Reichsgraf, título que confiere uno de los rangos más elevados de la nobleza del Santo-Imperio, que otorga precedencia sobre todo otro noble.[6]
- Rhein = Rin (río) : Rheingraf.[7]
- Wald = bosque : Waldgraf.
- Wild = salvaje (en nuevos territorios) : Wildgraf

## Reichsgraf
Un Reichsgraf era un noble cuyo título de conde fue conferido o confirmado por el Emperador del Sacro Imperio Romano Germánico, y significaba "Conde Imperial", es decir, un conde del Sacro Imperio Romano Germánico. Desde la era feudal, cualquier conde cuyo territorio estaba dentro del Imperio y estaba bajo la jurisdicción inmediata del Emperador con un voto compartido en el Reichstag llegó a ser considerado miembro de la "alta nobleza" (Hochadel) en Alemania, junto con los príncipes (Fürsten), duques (Herzöge), electores y el propio emperador. Un conde que no era un Reichsgraf era probable que poseyera solo un feudo mesne ( Afterlehen): estaba sujeto a un príncipe del imperio, como un duque o un príncipe elector.
Sin embargo, los emperadores del Sacro Imperio Romano Germánico también concedieron ocasionalmente el título de Reichsgraf a súbditos y extranjeros que no poseían ni se les concedían territorios inmediatos o, a veces, ningún territorio en absoluto. Tales títulos eran puramente honoríficos.
Por lo general, Reichsgraf se traduce simplemente como "conde" y se combina con un sufijo territorial (por ejemplo, Conde de Holanda, Conde Reuss) o con un apellido (Conde Fugger, Conde von Browne). Incluso después de la abolición del Sacro Imperio Romano Germánico en 1806, el Reichsgrafen mantuvo precedencia sobre otros condes en Alemania. Aquellos que habían sido cuasi-soberanos hasta la mediatización alemana conservaron, hasta 1918, el estatus y los privilegios pertenecientes a los miembros de las dinastías reinantes.

## Margrave
Un Markgraf o Margrave fue originalmente un gobernador militar de una "marca" carolingia, una provincia fronteriza. En la época medieval, las fronteras del Sacro Imperio Romano Germánico eran especialmente vulnerables a los ataques extranjeros, por lo que al conde hereditario de estas "marcas" del reino a veces se le concedía mayor autoridad que otros vasallos para garantizar la seguridad. Llevaban el título de "margrave" hasta que los pocos que sobrevivieron como soberanos asumieron títulos más altos cuando el Imperio fue abolido en 1806.
Ejemplos: Margrave de Baden, Margrave de Brandenburg-Bayreuth. Desde la abolición del Imperio alemán al final de la Primera Guerra Mundial, los herederos de algunas de sus antiguas monarquías han reanudado el uso del margrave como título de pretensión, por ejemplo, María Emanuel, margrave de Meissen y Maximiliano, margrave de Baden.

## Graf como título oficial sin clase
Algunos funcionarios no aristocráticos también se conocen tradicionalmente como grafs.
Oficinas judiciales con facultades administrativas:
- Freigraf: el presidente de un tribunal designado por el señor de la corte (presidente). Cualquier persona libre inocente podría convertirse en presidente o juez lego de un tribunal veek.
- Gograf (alemán bajo: Gohgreve): el juez campesino de un distrito más grande en el norte de Alemania, elegido por los residentes rurales y confirmado por el soberano
- Zentgraf (centenarius) : Diputado de un conde (Vizegraf), en Hesse y sudoeste de Alemania (mismo significado que el Gograf del norte de Alemania)

Funcionarios administrativos, algunos con poderes judiciales:
- Hansegraf : La oficina histórica de Hansegrafen o Hansgrave se registró por primera vez en 1184 en Ratisbona y se diseñó de manera diferente según la ciudad; en su mayoría eran funcionarios de asuntos hanseáticos, de mercado o comerciales.
- Deichgraf : El presidente de Waterschappen y algunas cooperativas de diques se llama Deichgraf ( bajo alemán : Diekgreve ).
- Holzgraf : presidente de Montes. Fue elegido por los camaradas margret.
- Wichgraf : estaba subordinado a un obispo
- Bördegraf : mensajero señorial o subordinado de un distrito judicial (Börde)
- Salzgraf : Jefe de una salina con poderes judiciales

## Landgrave
Un Landgraf o Landgrave' era un noble de rango comital en la Alemania feudal cuya jurisdicción se extendía sobre un territorio mayor que el que normalmente poseía un conde dentro del Sacro Imperio Romano Germánico. El estatus de landgrave era elevado, normalmente asociado a Suzeranías que estaban sujetos al Emperador del Sacro Imperio Romano Germánico pero ejercían una autoridad soberana dentro de sus tierras y una independencia mayor que las prerrogativas a las que tenía derecho un simple Graf, pero el título en sí no implicaba ningún privilegio legal específico.
Landgraf continuó usándose ocasionalmente como título subsidiario de realezas menores como el Elector de Hesse o el Gran Duque de Sajonia-Weimar, que funcionó como Landgrave de Turingia en la primera década del siglo XX. La jurisdicción de un landgrave era un Landgrafschaft o landgraviato, y la esposa de un landgrave era una Landgräfin o landgravina.
Ejemplos: Landgrave de Turingia, Landgrave de Hesse, Landgrave de Leuchtenberg, Landgrave de Fürstenberg-Weitra. El título lo ostentan actualmente los herederos de los monarcas depuestos de Hesse (Donato, Landgrave de Hesse y Guillermo, Landgrave de Hesse-Filippsthal-Barchfeld), que perdieron el trono en 1918.

## Gefürsteter Graf
Un gefürsteter Graf es un Reichsgraf reconocido por el Emperador del Sacro Imperio Romano Germánico como un príncipe imperial (Reichsfürst). Aunque nominalmente sólo conservaba un título comital, el Emperador le concedía rango principesco y, normalmente, armas.

## Burgrave / Vizconde
Un Burggraf, o Burgrave, era un gobernador judicial militar y civil de los siglos XII y XIII de un castillo (compárese castellan, custos, guardián) de la ciudad que dominaba y de su campo circundante inmediato. Su jurisdicción era un Burggrafschaft, burgraviato.
Con el tiempo, el cargo y el dominio al que estaba adscrito tendían a convertirse en hereditarios por concesión imperial o retención a lo largo de generaciones por miembros de una misma familia.
Ejemplos: Burgrave de Nuremberg, Burgrave de (Burggraf zu) Dohna-Schlobitten
Inicialmente, burgrave sugería una función e historia similares a las de otros títulos que en alemán se traducían por Vizegraf, en neerlandés como Burggraaf o en inglés como Viscount[cita requerida]. (en latín: Vicecomes); el lugarteniente de un conde encargado de ejercer las prerrogativas del conde en la supervisión de una o más de las fortalezas o feudos del conde, ya que el burgrave residía normalmente en un castillo o ciudad fortificada. Algunos llegaron a ser hereditarios y, en la Edad Moderna, obtuvieron un rango inferior al de conde, aunque superior al de Freiherr' (barón), que podía poseer un feudo como vasallo del conde original.

## Rhinegrave, Wildgrave, Raugrave, Altgrave
A diferencia de los demás títulos comitales, Rhinegrave, Wildgrave (Waldgrave), Raugrave y Altgrave no son títulos genéricos. Más bien, cada uno está vinculado a un condado específico, cuyo título único surgió en el transcurso de su historia. Estos condesados de nombre inusual eran equivalentes en rango a otros condes del Imperio que tenían el estatus de Hochadel, teniendo derecho a un escaño y voto compartido en la Dieta Imperial y poseyendo Inmediación imperial, la mayoría de los cuales serían mediatizados tras la disolución del Imperio en 1806.
- Rhinegrave (en alemán: Rheingraf) era el título del conde del Rheingau, condado situado entre Wiesbaden y Lorch en la orilla derecha del Rin. Su castillo era conocido como el Castillo de Rheingrafenstein. Después de que los Rinegraves heredaran el Wildgraviate (véase más adelante) y partes del condado de Salm, se llamaron a sí mismos Salvajes y Rinegraves de Salm.[9]
- Cuando el Nahegau (un condado llamado así por el río Nahe) se dividió en dos partes en 1113, los condes de las dos partes, pertenecientes a la Casa de Salm, se llamaron a sí mismos Wildgraves y Raugraves, respectivamente. Se llamaban así por las propiedades geográficas de sus territorios: Wildgrave (en alemán: Wildgraf; en latín: comes sylvanus) por Wald ("bosque"), y Raugrave (en alemán: Raugraf; en latín: comes hirsutus) por el terreno accidentado (es decir, montañoso).[9]
  - El primer Raugrave fue el conde Emich I (fallecido en 1172). La dinastía se extinguió en el siglo XVIII. Carlos I Luis, Elector Palatino compró las propiedades, y después de 1667 concedió a la esposa e hijos de su discutible bígamo (morganático) segundo matrimonio con la baronesa María Luisa de Degenfeld, el título de "Raugravine/Raugrave".[10]
- Altgrave (en alemán: Altgraf, "viejo conde") era un título utilizado por los condes del Bajo Salm para distinguirse de los salvajes y renanos del Alto Salm, ya que el Bajo Salm era la rama más antigua de la familia.[9]

## Uso moderno en apellidos
La nobleza alemana, aunque no fue abolida (a diferencia de la nobleza austríaca por la Primera República de Austria en 1919), perdió el reconocimiento como clase legal en Alemania bajo la República de Weimar en 1919 con la Constitución de Weimar, artículo 109. Antiguos títulos de nobleza hereditarios fueron simplemente transformados en partes dependientes del apellido legal (por ejemplo, Otto Graf Lambsdorff). Como partes dependientes de los apellidos, se ignoran en la ordenación alfabética de los nombres, al igual que cualquier partícula nobiliaria, como von o zu, y pueden o no ser utilizados por quienes los llevan. El apellido principal distintivo es el nombre que sigue al título Graf, o Gräfin, y la partícula nobiliaria si la hubiera. Habiendo perdido su estatus legal, estos términos a menudo no se traducen, a diferencia de antes de 1919.